# 4166 Pontryagin
A 4166 Pontryagin (ideiglenes jelöléssel 1978 SZ6) a Naprendszer kisbolygóövében található aszteroida. Ljudmilla Vasziljevna Zsuravljova fedezte fel 1978. szeptember 26-án.